# Elateríneos
Elateríneos (Elaterinae) é uma subfamília de besouros click da família Elateridae, contendo 12 tribos em todo o mundo.

## Gêneros
- Agriotes
- Ampedus
- Anchastus
- Aplastus
- Blauta
- Cebrio
- Dalopius
- Dicrepidius
- Diplostethus
- Dipropus
- Dolerosomus
- Elater
- Glyphonyx
- Idolus
- Leptoschema
- Megapenthes
- Melanotus
- Mulsanteus
- Odontonychus
- Orthostethus
- Parallelostethus
- Physorhinus
- Pomachilus
- Sericus
- Synaptus